# Bel Ami
Bel Ami je slovenské studio sídlící v Bratislavě, které produkuje gay erotické filmy a fotografie. Jde o jednu z nejprestižnějších produkčních společností gay porna na světě. Natočila mj. hardcore film An American in Prague (1997), který se stal jedním z nejprodávanějších gay erotických filmů na světě. Zakladatel studia vystupuje pod uměleckým jménem George Duroy, mezi jeho legendární tváře patří např. Lukas Ridgeston či Johan Paulik.

## Historie a činnost
Zakladatelem studia Bel Ami je George Duroy, občanským jménem Lanny Jánošov. Jako pseudonym si zvolil jméno literární postavy z románu Bel-Ami (Miláček), jehož autorem je Guy de Maupassant. Původem je ze Slovenska, kde v 80. letech vystudoval Vysokou školu múzických umění, jako scenárista tvořil zábavní programy a režíroval komedie, poté studoval režii na University of California v Los Angeles. V roce 1992 fotil pro časopis Freshmen, spolupracoval s americkou produkcí Falcon. Podle vlastního vyjádření použil značku Bel Ami poprvé v roce 1991, společnost založil na podzim 1993, poté co natočil svůj první film Tender Strangers.

### Herci
Ačkoli jsou filmy studia určeny převážně pro zahraniční trhy, herci se rekrutují především z oblasti střední Evropy.
Populární jsou zejména v USA, zatímco v Česku, Slovensku a Maďarsku nejsou filmy oficiálně distribuovány a je zde zamezen i přístup k webovým stránkám studia.
Výraznými protagonisty studia byli či jsou např. Lukas Ridgeston, Johan Paulik, Josh Elliot, Dano Šulik, Tim Hamilton, Sebastian Bonnet, Brandon Manilow, Jean-Daniell Chagall, Ariel Vanean, Dolph Lambert, Kris Evans, Jim Kerouac či Kevin Warhol (jde o herecké pseudonymy). Zahraniční pozornost vzbudila dvojčata Elijah a Milo Peters (Peters Twins). Pozornost české veřejnosti vzbudily aféry spojené s odhalením totožnosti některých herců a modelů. V roce 2005 to byl účastník reality show Big Brother Filip Trojovský (jako Tommy Hansen), o rok později účastník soutěže Muž roku Jakub Bandoch a v roce 2012 producent a porotce soutěže Česko Slovensko má talent Jaro Slávik (točil ještě jako náctiletý v 90. letech pod pseudonymem Roman Gregor).

### Spolupráce
V roce 2007 se studio produkčně podílelo na několika filmech (Grand Prix, In & Out, Summer Cruising) spolu se studiem AYOR Roberta Boggse. Spolupráce pokračovala i v dalších letech. Podobně roku 2008 studio zahájilo spolupráci s Hammer Films na filmech vydávaných pod značkou Lukas Ridgeston (Intimate Liaisons 2008, Get It Up 2009, Eye Contact 2010).
V létě 2009 pak navázalo spolupráci s americkým konkurenčním studiem Corbin Fisher, z níž vzešel film 5 Americans in Prague. V následujících letech spolupracovalo i se studiem Cocky Boys a s dalšími americkými herci, jako jsou Brady Jensen, Spencer Fox, Alex Waters, Mick Lovell, Max Ryder či Austin Merrick. Z této spolupráce vznikly mimo jiné filmy Cocky Friends, American Lovers 1 až 3, Summer with Mick či Out of Control.
Dalším americkým hercem před kamerou studia Bel Ami se v roce 2014 stal kontroverzní student baletní školy Jett Black.

### Zvláštní produkce
Mimo značku Bel Ami jsou některé filmy distribuovány také pod značkami Lukas Ridgeston (od roku 2008) nebo GDuroy (série Kinky Angels od roku 2011). Pod první jmenovanou získalo studio v roce 2011 světové prvenství vydáním 3D gay pornografického blu-ray s názvem 3D Bel Ami.
V roce 2013 studio oznámilo uvedení 3D remakeu svého známého titulu An American in Prague. Johana Paulika s americkým hostem jménem Chance nahradili současní prominentní protagonisté studia, Kevin Warhol a Mick Lovell.
Kromě hardcore a softcore videa firma vydala řadu kalendářů a fotopublikací jako např. Boys of Bel Ami fotografa Howarda Roffmana (2006). V roce 2011 ve spolupráci s americkou značkou FleshJack vznikly i erotické pomůcky podle čtyř herců studia.

## Filmy
- Lukas' Story 1, 2, 3 (1994–1995)
- Tender Strangers (1994)
- série Frisky Summer: Best Friends, Sebastian, Wild Strawberries, Summer Lovers (1995–2002)
- An American in Prague (1997)
- série 101 Men (1998–2002)
- Lucky Lukas (1999)
- The English Student (1999)
- Cherries (2000)
- Summer Camp (2000)
- Cover Boys (2001)
- Flings 1, 2, 3, 4 (2001, 2006, 2007, 2010)
- série Personal Trainers (2001–2008)
- dokument All About Bel Ami (2001)
- Teamplay (2002)
- série XL Files (2002–2007)
- série Out at Last: Souvenirs, Bonbons, Cocktails, Bazaar, Striptease, Web Site Stories (2002–2007)
- Alpine Adventures (2003)
- Julian (2003)
- Just For Fun (2003)
- série Boy Watch (2003–2005)
- Greek Holiday 1, 2 (2004)
- Pretty Boy (2004)
- Enchanted Forest (2005)
- Lukas in Love 1, 2 (2005)
- The Private Life of Tim Hamilton (2005)
- Too Many Boys 1, 2 (2005, 2007)
- Mating Season (2006)
- No Experience Necessary (2006)
- Out in Africa 1, 2, 3 (2006)
- Piña Colada (2006)
- Pillow Talk 1, 2, 3 (2006)
- Graffiti 1, 2 (2007, 2009)
- série Johans' Journal: Sun Kissed, Eye Candy, Sex Lab, On the Set (2007–2010)
- Rebel (2007)
- The Private Life of Brandon Manilow (2007)
- Undressed Rehearsals 1, 2 (2007)
- French Kiss (2008)
- Lemonade (2008)
- Some Like It Big 1, 2 (2008)
- The Private Life of Josh Elliot (2008)
- série Pin Ups: Athletic, Blondes, Oversized, Young and Tender (2008–2010)
- 5 Americans in Prague (2009)
- Love Affairs (2009)
- Night Out (2009)
- Seriously Sexy 1, 2 (2009, 2010)
- Sex Buddies 1, 2, 3 (2009, 2011)
- Todd & Dolph (2009)
- The Private Life of Ralph Woods (2009)
- Watching Porn (2009)
- Cocky Friends (2010)
- Step by Step: Jean-Daniel Chagall (2010)
- Too Big To Fail (2010)
- Step by Step: Kris Evans (2010)
- série Flashbacks: Desire, Lust, Passion, Temptation (2010–2012)
- Virgin No More 1, 2, 3, 4 (2010–2013)
- Jean-Daniel & Dolph (2011)
- Let's Talk About Sex (2011)
- Step by Step: Vadim Farell (2011)
- The Private Life of Dolph Lambert (2011)
- Kris Evans Up & Close (2011)
- série Collections: Orgies, Huge, Blonds, Summer (2011–2012)
- Back in Africa 1, 2, 3, 4 (2011–2013)
- I Would Like To Come (2012)
- Irresistable (2012)
- American Lovers 1, 2, 3, 4 (2012–2013)
- Do You Take It? (2012)
- Summer with Mick (2012)
- Out of Control (2013)
- Buddies With Benefits (2013)
- For Your Eyes Only (2013)
- Perfect Match (2013)
- All That Jizz (2014)
- Breathless (2014)
- Dirty Blonds (2014)
- Evening Rituals (2014)
- Flirting With Porn 1, 2 (2014)
- Forever Lukas (2014)
- Fucking Kris (2014)
- Heartbreakers (2014)
- Never Enough (2014)
- Valentine (2014)
- Rookies 1 (2014)
- Freshmen 1, 2 (2014, 2015)

### Kinky Angels
- Kinky Angels 1: Kevin Warhol (2011)
- Kinky Angels 2: Andre Boleyn (2012)
- Kinky Angels 3: Adam Archuleta (2012)
- Kinky Angels 4: Jack Harrer (2013)
- (Kevin Warhol & Jack Harrer are) Best Friends (2013)
- Kinky and Dolph (2013)
- Boy With The Tiger Tattoo (2013)
- (Andre Boleyn is) Easy to Love (2014)
- Kinky and Kris (2014)
- Rebels (2014)
- Love Me Tender, Fuck Me Hard 1, 2 (2014, 2015)

### AYOR Studios + BelAmiOnline
- Summer Cruising (2007)
- Frisbee (2008)
- Grand Prix (2008)
- More Tales 1, 2 (2008)
- Spray (2008)
- Winter Heat (2008)

## Ocenění
- 1996 Gay Erotic Video Awards: Nejlepší mezinárodní film („Best International Video“): Lucas' Story 3 a Lukas Ridgeston v témže filmu za Nejlepší výstřik („Best Cum Shot“)
- 1998 GayVN Awards: Nejprodávanější kazeta roku („Best selling tape of the year“): An American in Prague
- 1999 GayVN Awards: Nejlepší zahraniční film („Best Foreign Release“): Lucky Lukas
- 1999 GayVN Awards: Nejpůčovanější kazeta roku („Best-renting tape of the year“): 101 Men, Part 3
- 1999 GayVN Awards: George Duroy uveden do Síně slávy (spolu s herci Johanem Paulikem a Lukasem Ridgestonem)
- 2001 GayVN Awards: Nejlepší sólový film („Best solo video“): 101 Men, Part 6
- 2002 GayVN Awards: Nejpůčovanější kazeta roku („Best-renting tape of the year“): Cover Boys
- 2002 GayVN Awards: Nejlepší amatérský film („Best amateur video“): Personal Trainers, Part 2
- 2002 Hard Choice Awards: Zvláštní cena („Special Awards“): Dano Sulik v Personal Trainsers
- 2003 Grabby Awards: Nejlepší mezinárodní film („Best international video“): Frisky Summer 4: Summer Loves
- 2004 GayVN Awards: Nejlepší DVD („Best gay DVD“): Just for Fun
- 2004 GayVN Awards: Nejlepší sólový film („Best solo video“): Boy Watch, Part 4
- 2004 Grabby Awards: Nejlepší mezinárodní film („Best international video“): Just for Fun
- 2004 Hard Choice Awards: Nejlepší herec („Best Actor“): Tim Hamilton v Greek Holiday 1: Cruising the Aegean
- 2005 GayVN Awards: Nejlepší zahraniční film („Best Foreign Release“): Greek Holiday 1: Cruising the Aegean a Greek Holiday 2: Cruising Mykonos
- 2005 GayVN Awards: Nejlepší herec v zahraničním filmu („Best actor – foreign release“): Tim Hamilton v Greek Holiday Part 1: Cruising the Aegean
- 2005 Cybersocket Web Awards: Cena laické veřejnosti pro nejlepší stránky filmové společnosti („Surfers Choice: Best Video Company Site“): Bel Ami Online
- 2006 GayVN Awards: Nejlepší zahraniční film („Best Foreign Release) a Nejpůčovanější titul roku („Best-renting title of the year“): Lukas in Love[16]
- 2006 GayVN Awards: Nejlepší herec v zahraničním filmu („Best actor – foreign release“): Lukas Ridgeston v Lukas in Love
- 2006 Grabby Awards: Nejlepší mezinárodní film („Best international video“): Lukas in Love
- 2007 GayVN Awards: Nejlepší „twink“ film („Best specialty release – 18-23“): Out in Africa 2
- 2008 GayVN Awards: Nejlepší „twink“ film („Best specialty release – 18-23“): Rebel
- 2008 GayVN Awards: Nejlepší orální scéna („Best oral scene“): Joey Amis ad. (Roman Prada, Manuel Rios, Colin Reeves, Eli Rogers, Ruslan Brodovich, Alexei Zagorin, Hans Kaas, Johnny Surabaya, Henri Gaudin a Steve Jennings[17]) ve filmu Mating Season
- 2008 European Gay Porn Awards: Nejlepší film mladých hřebců („Best young stud film“): Rebel a Paul Valery v témže filmu jako Nejlepší nováček („The Homoactive.com award for best new comer“)
- 2008 Hard Choice Awards: Nejlepší zahraniční herec („Best Actor – Foreign“): Ralph Woods v French Kiss a Nejlepší nesexuální role („Best Non-sexual Performance“): Johan Paulik tamtéž
- 2008 Hard Choice Awards: Nejlepší sólový výkon („Best solo“): Rick Fontana a Marc Vidal v Sun Kissed
- 2008 Cybersocket Web Awards: Cena laické veřejnosti pro nejlepší evropské erotické stránky („Surfers Choice: Best European Themed Adult Site“): Bel Ami Online
- 2009 GayVN Awards: Nejlepší herec v zahraničním filmu („Best actor – foreign release“): Ralph Woods v French Kiss
- 2009 GayVN Awards: Nejlepší marketing nebo značka („Best marketing/company image)
- 2009 Cybersocket Web Awards: Cena laické veřejnosti pro nejlepší evropské erotické stránky („Surfers Choice: Best European Themed Adult Site“): Bel Ami Online
- 2010 Hard Choice Awards: Nejlepší zahraniční herec („Best Actor – Foreign“): Jacques Briere v Graffiti 2 a Watching Porn
- 2010 HustlaBall Award: Nejlepší evropský pasivní herec („Best bottom (EU)“): Todd Rosset
- 2010 JRL Gay Film Awards: Nejlepší zahraniční aktivní herec („Best Foreign Top Performer“): Luke Hamil v 5 Americans in Prague
- 2010 JRL Gay Film Awards: Nejlepší zahraniční pasivní herec („Best Foreign Bottom Performer“): Ralph Woods v Private Life of Josh Elliot
- 2010 Cybersocket Web Awards: Cena laické veřejnosti pro nejlepší evropské erotické stránky („Surfers Choice: Best European Themed Adult Site“): Bel Ami Online
- 2011 Grabby Awards: Nejlepší mezinárodní film („Best international video“): Too Big to Fail
- 2011 Grabby Awards: Nejlepší evropský tematický web („Best European theme site“): Bel Ami Online
- 2011 Hard Choice Awards: Nejlepší zahraniční herec („Best Actor – Foreign“): Ariel Vanean v The Private Life of Ariel Vanean
- 2011 Hard Choice Awards: Nejlepší orální scéna („Best Oral Sex“): orální orgie deseti mužů v Skin on Skin 2
- 2011 HustlaBall Award: Nejlepší evropský film („Best film (EU)“): 3D BelAmi
- 2011 HustlaBall Award: Nejlepší evropský fetišistický herec („Best fetish-actor (EU)“): Peters Twins
- 2011 TLA Gay Awards: Nejromantičtější porno roku („Year's most romantic porn“): Taboo: The Peters Twins
- 2012 Grabby Awards: Nejlepší web filmové společnosti („Best video company site“): Bel Ami
- 2012 HustlaBall Award: Nejlepší „twink“ film („Best twink film“): Kinky Angels
- 2012 HustlaBall Award: Nejlepší evropské velké studio („Best major studio (EU)“)
- 2012 TLA Gay Awards: Studio roku („Content producer / Studio of the year“)
- 2012 Cybersocket Web Awards: Cena laické veřejnosti pro film roku („Surfers Choice: Movie of the Year“): 3D Bel Ami
- 2013 Grabby Awards: Nejlepší párová scéna („Best duo“): Mick Lovell a Kris Evans v American Lovers 2
- 2013 TLA Gay Awards: Nejchytlavější obal roku („Year's Most Eye-grabbing Cover“): Scandal in the Vatican

Jednotlivé filmy z produkce studia také figurovaly v řadě nominačních listin, stejně jako herci studia a jejich výkony.